# Rio de Moinhos (Sátão)
Pour les articles homonymes, voir Rio de Moinhos.
Rio de Moinhos est un village situé près de Sátão au centre du Portugal, dans le district de Viseu.

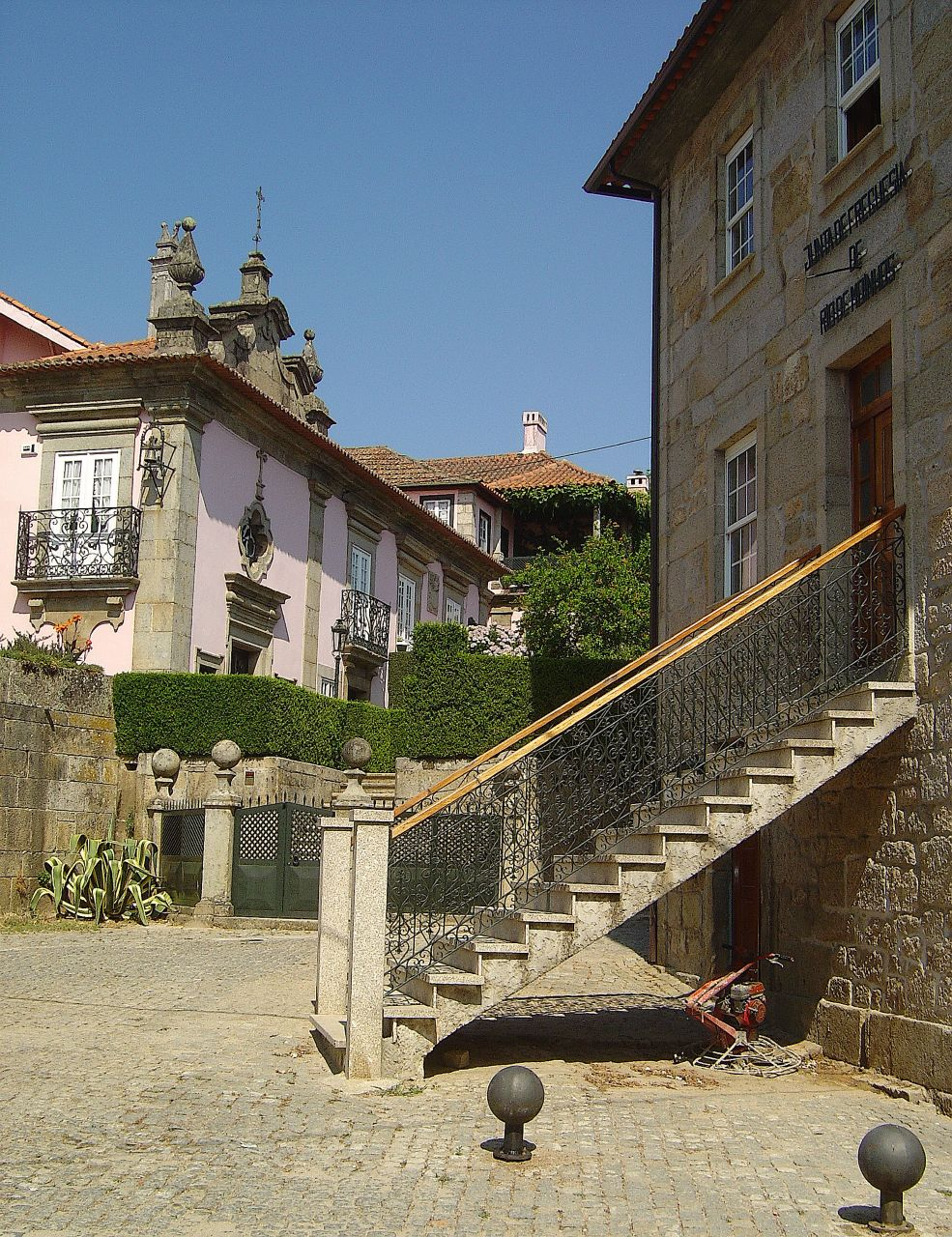
Rio de Moinhos

## Histoire
Rio de Moinhos a obtenu une charte donnée par le roi Sanche II de Portugal :

« Sanche, par la Grâce de Dieu, roi de Portugal,
 
Pour toutes de mon royaume, à laquelle ma lettre arrive, de la santé. Sachez que je loue à partir du comté de Satan et de la municipalité de  Sátão  ma terre et de la Rio de Moinhos et mes droits à jamais. Ces comtés seront me donner chaque année à moi ou à qui je dois ces terres, les mardis de chaque année, deux cent vingt-cinq morabitinos or nouveau. Et ils doivent me donner aussi les récoltes de ces terres chaque année, à Saint-Jean, six cents morabitinos nouvelles, de l'or, ou l'importance de morabitinos en dinars ont morabitinos la nouvelle valeur de l'or. Et de commande et d'interdire, de régler la fermeté qu'aucun homme riche ou chevalier ou celui qui ne leur nuire. par l'humiliation ou la violence, ou par l'intermédiaire de leurs couples et leurs terres. Et ce revenu  ces comtés sont libres de me donner tout autre service en dehors de l'hôte et anúduva. Et pour ce forum est un pays stable et durable à jamais, je, l'authenticité de mon sceau, cette lettre ouverte mes, qui a été fait dans la Garde dix était Juin de douze cent soixante-dix-huit ans. Placer le joint en attendant. »